# Thomas Henry Barclay
|  | Aquest article tracta sobre Thomas Henry Barclay. Vegeu-ne altres significats a «Thomas Barclay». |

Thomas Henry Barclay   (Nova York, 12 d'octubre de 1753 - 21 d'abril de 1830) va ser un advocat estatunidenc que es va convertir en lleial de l'Imperi Unit a Nova Escòcia i va servir en el govern de la colònia.
Thomas Henry Barclay venia d'una família prominent de Nova York, sent fill del Reverend Henry Barclay, un clergue anglicà, i Mary Rutgers, la filla d'un cerveser ric. Després d'assistir a la King's College (més tard Columbia University), va estudiar dret amb John Jay i va ser acceptat en l'advocacia el 1775.
El 1775, Thomas Henry Barclay es va casar amb Susan DeLancey, una neta de Stephen Delancey. Poc després, la seva carrera va ser interrompuda per l'inici de la Guerra de la Independència. Barclay servit amb distinció, com a general major, al Regiment Lleial Americà, a les forces lleial britàniques, durant tota la guerra i, amb la confiscació dels seus béns a Nova York i havent estat anomenat específicament en els decrets de proscripció d'este estat, va optar per unir-se als partidaris britànics a Canadà.
Després de considerar Nova Brunswick, Thomas Henry Barclay va optar per Nova Escòcia on se'ls van donar concessions de terres. En un moment donat, es va traslladar a Annapolis Royal i va començar a exercir d'advocat. Va ser elegit membre de la 6a Assemblea General de Nova Escòcia representant el Comtat d'Annapolis el 1785, mentre que Edmund Fanning era governador. L'any següent, John Parr es va convertir en governador. El 1793, Barclay va ser elegit pel Municipi d'Annapolis i va servir de president de la cambra parlamentària per l'Assemblea.